# あいテレビ
株式会社あいテレビ（i-Television Inc.）は、愛媛県を放送対象地域とし、テレビジョン放送事業を行っている特定地上基幹放送事業者である。
開局当初の正式社名は「株式会社伊予テレビ」（いよテレビ、Iyo Television Inc.）だったが、略称のITV（iyo TV）からもじった愛称「あいテレビ」が県民に浸透し、現在ではこちらが正式社名になっている。
なお、略称の表記はロゴデザインの変更（大文字のITVから、小文字のitvへ）に合わせ、小文字へと変更されている。

## 概要
JNN加盟・TBSテレビ（現）系列の最後発テレビ局として、1992年（平成4年）10月1日に開局した「平成新局」の1局。四国地方を放送対象地域とするJNN系列局では、1970年（昭和45年）のテレビ高知（KUTV）、1979年（昭和54年）のRSK山陽放送（RSK、香川県）に次いで3番目（四国を本社とする放送局としては2局目）に開局した。愛媛新聞・毎日新聞と親密な関係にある。初代社長は、三浦工業創始者の三浦保。
コールサインはJOEH-DTV（松山 21ch）、リモコンキーIDはキー局のTBSテレビと同じ「6」。

## 本社・支社所在地
- 本社
愛媛県松山市竹原町1丁目5-25（〒790-8529）
- 東京支社
東京都港区赤坂2丁目5-8 ヒューリックJP赤坂ビル SPACES赤坂6階
- 大阪支社
大阪市北区堂島浜1丁目4-16 アクア堂島NBFタワー7階

## 沿革
- 1989年（平成元年）11月13日 - 愛媛県の第3局を開設するための放送普及基本計画の変更を諮問（石川の4局目、山口、大分、宮崎の3局目と同日）[4]。
- 1990年（平成2年）1月24日 - 郵政省（現・総務省）が愛媛県第3局の周波数割り当てを決定する。同日に免許申請の受付を開始し、最終的に461件の開局申請があった[5]。
- 1991年（平成3年）
  - 4月26日 - テレビ予備免許交付。
  - 7月3日 - 「株式会社 伊予テレビ」設立。
- 1992年（平成4年）
  - 9月21日 - 同年10月1日の開局に先駆け、サービス放送を実施（ - 9月30日）。この時点で、愛称としての『あいテレビ』、略称の『ITV』の使用を開始。
  - 10月1日 - 開局（秋田朝日放送と同日）。午前5時55分より本放送開始。開局後初めて放送された番組は午前6時からの「JNNニュースコール」[6]。
- 2002年（平成14年）10月1日 - 開局10周年に際し、商号を愛称と同じ「株式会社 あいテレビ」に変更。
- 2006年（平成18年）
  - 6月12日 - デジタル放送対応のマスター（東芝製）へ更新。[要出典]（「セントラルキャスティング方式」により、広島・RCCに共同設置）
  - 6月21日 - 地上デジタル放送、放送局ID付与による試験放送開始。[要出典]
  - 10月1日 - 地上デジタル放送開始。
- 2007年（平成19年）4月 - 終夜放送開始。
- 2011年（平成23年）7月24日 - アナログ放送終了。
- 2012年（平成24年）
  - 4月1日 - 『ラブ・ユー キャラクター』に替わる新マスコットキャラクター『ろっくん』を採用。新デザインロゴが新たに採用され、略称も『ITV』から『itv』に変更された（ただし、和文ロゴは変わらず）。
  - 10月1日 - 開局20周年。
- 2013年（平成25年）9月30日 - 主調整室（マスター）の設備（東芝製）を松山の本社内に再設置し、RCCとのセントラルキャスティングでの番組送出を解消（その理由については後述）[要出典]。
- 2020年（令和2年）7月28日 - 資本金を40億円から1億円に減じた[1]。
- 2021年（令和3年） - 八幡浜市・大洲市・西予市・内子町・伊方町への取材拠点であった八幡浜支局（八幡浜市）を、南海放送・愛媛朝日テレビの支局と共に一斉に廃止したうえで、テレビ愛媛を含めた愛媛県内の民放テレビ局の共同運用による「八幡浜共同支局」を設置。テレビ愛媛が4局を代表して記者の駐在を続けているため、この記者が上記の市町で取材した原稿と映像を4局で共用するようになった[7]。
- 2022年（令和4年）7月19日 - 同年3月まで放送された『鶴ツル』で出演者の一人である女性フリーアナウンサーが番組中他の出演者から度重なるセクハラ発言などによって精神的な苦痛を受けたと放送倫理・番組向上機構（BPO）放送人権委員会に申し立て審理入りした[8][9][10]。
- 2023年（令和5年）7月18日 - BPO放送人権委員会で審理入りいた『鶴ツル』の審理結果を公表する。BPOは「人権侵害は認められず放送倫理上の問題があるとまでは言えない」という見解を示した。その上で出演者が気楽に相談できる環境や職場でのジェンダーバランスなどの体制を整備し、出演者の健康状態に気を配ることなどの要望が付記された[11][12]。

## 愛媛県内でのネットワークの移り変わり
- 1992年（平成4年）
  - 6月4日 - 当初は経営はTBSで、番組供給がテレビ朝日とする予定であったが、両局調整のうえ、TBSが番組供給ですることで合意[13]。
  - 10月1日 - TBS系列局として開局した。愛媛県の民放として初のJNN正式加盟となった。
    - 開局当時、愛媛県の他の民放から移行された番組の割合は、南海放送＝7：テレビ愛媛＝3。なお、開局時には一部のテレビ朝日の番組が南海放送から移行されていた。
- 1993年（平成5年） 4月1日 - 南海放送から『サンデーモーニング』と『世界の結婚式』が移行される。
- 1993年（平成5年）10月1日 - 南海放送から『すてきな出逢い いい朝8時』『地球ZIG ZAG』が移行され、同局からの移行が完了。
- 1995年（平成7年） 4月1日 - 愛媛朝日テレビの開局により、一部ネットしていたテレビ朝日の番組が移行。

## 資本構成
企業・団体は当時の名称。出典：

### 2021年3月31日
| 資本金      | 発行済株式総数 | 株主数 |
| ----------- | -------------- | ------ |
| 30億6,875円 | 61,375株       | 45     |

| 株主                        | 株式数  | 比率   |
| --------------------------- | ------- | ------ |
| TBSホールディングス         | 7,171株 | 11.68% |
| MBSメディアホールディングス | 6,802株 | 11.08% |
| 愛媛新聞社                  | 4,001株 | 6.52%  |
| 愛媛県                      | 3,200株 | 5.21%  |
| 伊予銀行                    | 3,068株 | 5.00%  |
| 愛媛銀行                    | 3,068株 | 5.00%  |
| 伊予鉄道                    | 2,401株 | 3.91%  |
| 読売新聞グループ本社        | 2,400株 | 3.91%  |
| 大王製紙                    | 2,400株 | 3.91%  |
| 三浦工業                    | 2,400株 | 3.91%  |
| ユニ・チャーム              | 1,600株 | 2.00%  |
| 四国電力                    | 1,600株 | 2.60%  |
| 一六                        | 1,600株 | 2.60%  |
| 全国農業協同組合連合会      | 1,360株 | 2.22%  |
| フジ・リテイリング          | 1,200株 | 1.95%  |
| DCM                         | 1,200株 | 1.95%  |
| 愛媛信用金庫                | 1,200株 | 1.95%  |

## テレビ放送所
同じ平成新局の愛媛朝日テレビと同様に、在松先発民放2局（南海放送、テレビ愛媛）と比べて中継局が少なく愛媛県内でも山間部を中心に難視聴地域が少なくない。難視聴地域では周辺の中継局に向けて高利得アンテナ（いわゆるパラスタックアンテナ）と受信ブースターを併用（使用)するか、県内のケーブルテレビ での再配信を利用して受信する。また、対岸の中国放送、RSK山陽放送、テレビ山口、RKB毎日放送、大分放送、宮崎放送か、隣接県のテレビ高知を使って補完受信する場合がある。

### デジタル放送
リモコンキーID 6

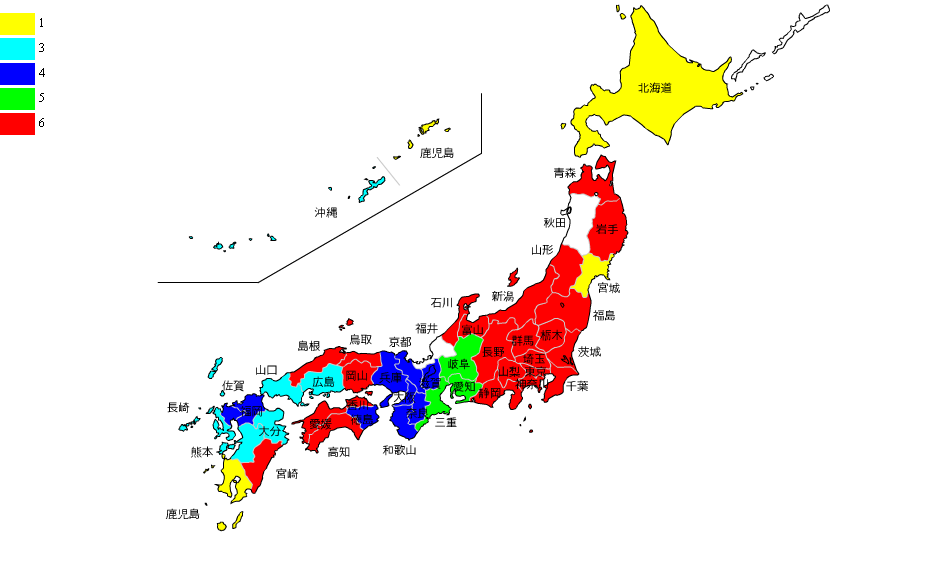
JNN系列のリモコンキーID地図

近畿地方以西では数少ないリモコンキーID「6」の局の1つである。
広島県、山口県、徳島県、大分県で本局を越境受信する場合もそのまま「6」となる。
- 松山　JOEH-DTV 21ch　1 kW

コールネーム - あいテレビデジタルテレビジョン
- 新居浜 49ch
- 川之江 49ch
- 宇和島 21ch
- 伊予中山 21ch
- 宇和石城 23ch
- 新八幡浜 47ch

### アナログ放送（2011年7月24日に終了）
局名の後に◎印が付く12局は、1992年の開局当初から放送を実施している送信所および中継局である。ただし、城北・川之江・菊間・宇和島の各局は、後のアナアナ変換により送信チャンネルが変更されている。
また、内子中継局は2005年ごろに開局しており、それまでは隣接の大洲市など周辺市町村の中継局も受信が困難であることから、対岸にある広島の中国放送を視聴していたという。
中予地方
（松山市）
- 松山◎ JOEH-TV 29ch 10 kW（送信所：伊予市）
- 城北◎ 32ch 10W
- 北条 61ch 10W
- 松山祝谷 48ch 0.1W

（東温市）
- 川内 51ch 10W

（伊予市）
- 中山◎ 22ch 30W

（上浮穴郡久万高原町）
- 久万 57ch 30W
- 美川 37ch 30W
- 久万菅生 50ch 0.1W

東予地方
（新居浜市）
- 新居浜◎ 27ch 1 kW
新居浜（補完波） 16ch 200W

（四国中央市）
- 川之江◎ 26ch 30W

（今治市）
- 菊間◎ 50ch 100W
- 唐子台 62ch 1W
- 朝倉 19ch 0.1W

（越智郡上島町）
- 岩城小漕 45ch 0.1W

南予地方
（宇和島市）
- 宇和島◎ 25ch 500W
- 津島 39ch 10W
- 宇和島保手 49ch 0.1W
- 宇和島下高串 41ch 0.1W
- 宇和島高光 60ch 0.1W
- 宇和島保田 41ch 0.1W
- 津島嵐 38ch 0.1W
- 津島横浦 38ch 0.1W
- 津島塩定 44ch 0.1W
- 吉田立目 50ch 0.1W
- 吉田中ノ浦 58ch 0.1W

（大洲市）
- 大洲◎ 42ch 100W
- 大洲野佐来 53ch 0.1W

（喜多郡内子町）
- 内子 60ch 30W

（八幡浜市）
- 八幡浜◎ 23ch 100W
- 保内喜木 39ch 0.1W

（西予市）
- 宇和 38ch 10W
- 石城◎ 31ch 10W
- 城川 39ch 10W
- 宇和正信 59ch 0.1W

（北宇和郡鬼北町）
- 日吉 54ch 10W

（南宇和郡愛南町）
- 南宇和◎ 26ch 100W
- 由良◎ 46ch 10W

## 情報カメラ設置ポイント
- 松山市
  - あいテレビ本社※HD
  - 松山空港（NHKを含め、県内TV局で初の空港内設置）

以前設置してあった場所
- 松山市
  - NTT愛媛支店ビル
- 今治市
  - 大潮荘（糸山）
- 宇和島市
  - 宇和島市役所

## 主なテレビ番組
※ 放送時間は2023年（令和5年）2月時点のもの。

### 自社制作番組
- Nスタえひめ（月曜 - 金曜 18:15 - 19:00[注 4]）
- ITVニュース（随時）
- ろっくんTV（随時）
- チャンネルあい（随時）
- ニンステTV We love 愛媛FC!（水曜 18:54 - 19:00、再放送・土曜（金曜深夜） 1:20 - 1:25）
- よるマチ!（水曜 19:00 - 19:54、再放送・火曜 23:56 - 翌0:55、2015年7月6日 - ）
- ライフスタイルプラス（水曜 19:54 - 20:00）
- ヒメラバ!～アイ・アム・愛媛LOVER～（毎月最終木曜（水曜深夜） 1:25 - 1:35）
- 金曜ほのボーノ（金曜 11:00 - 11:30、2018年4月6日 - ）
- なぞマチ!?（土曜 17:24 - 17:30）
- でんのすけのまるっとキッチンカーの旅（土曜 18:50 - 18:54）※テレビ高知にもネット。
- BE WITH バイクス!!（土曜 18:54 - 19:00）
- SDGs学園PLUS（土曜 21:54 - 22:00）
- サンデーゴルフ 〜We Love Golf宣言〜（日曜 6:15 - 6:45、再放送・木曜（水曜深夜） 1:00 - 1:30、2019年4月7日 - ）
- ハートもまんぷく!キッチンPIPOT（日曜 12:54 - 13:00[注 5]、2009年4月3日 - ）※2010年10月 - 字幕放送
- シネナビ（日曜 22:54 - 23:00）
- Jリーグ愛媛FCホームゲーム中継
- 全国高等学校ラグビーフットボール大会愛媛県予選決勝中継
- 愛といのちのスペシャル（毎年10月または11月に放送、愛媛県内の福祉などをテーマに放送。2024年の放送で17回を数える）[18][19][20][21][22][23][24][25][26]
- 友近塾（不定期）
- あいテレビ e!マルシェ（不定期）

### TBS系ローカルセールス
太字は同時ネット。
制作局の表記のない番組はTBSテレビ制作。
- THE TIME'（月曜 - 金曜 5:00 - 5:20）
- ゴゴスマ -GO GO!Smile!-（月曜 - 金曜 13:55 - 15:49、CBCテレビ制作）
- 不夜城はなぜ回る（月曜 23:56 - 翌0:55）
- 西乃風ブラン堂（火曜 1:00 - 1:30（月曜深夜）、毎日放送制作）
- 賞金奪い合いネタバトル ソウドリ〜SOUDORI〜（火曜 1:30 - 2:00（月曜深夜））
- 世界くらべてみたら（水曜 20:00 - 21:00）[注 6]
- ワールド極限ミステリー（水曜 21:00 - 21:57）[注 6]
- 痛快!明石家電視台（水曜 23:56 - 翌0:56、毎日放送制作）
- ドラマイズム（金曜 0:55 - 1:30（木曜深夜）、毎日放送制作）
- 有吉ジャポンⅡ ジロジロ有吉（土曜 0:20 - 0:50（金曜深夜））
- NEWSの全力!!メイキング（土曜 0:50 - 1:20（金曜深夜））
- 夜明けのラヴィット!（土曜 5:45 - 7:30）
- 王様のブランチ・第1部（土曜 9:30 - 11:45）[注 7]
- よしもと新喜劇（土曜 13:00 - 14:00、毎日放送制作）[注 8]
- 住人十色（土曜 16:54 - 17:24、毎日放送制作）
- サンデージャポン（日曜 10:00 - 11:24）
- それSnow Manにやらせて下さい（日曜 13:00 - 13:30）
- 週刊さんまとマツコ（日曜 13:30 - 13:57）
- 東大王（不定期放送）

### テレビ東京系
制作局の表記のない番組はテレビ東京制作。
- 昼めし旅 〜あなたのご飯見せてください!〜（月曜 - 木曜 11:00 - 11:30）
- 有吉木曜バラエティ（水曜 0:55 - 1:55（火曜深夜））[注 9]
- ナゼそこ?（土曜 15:54 - 16:54）

### その他
- Music B.B.（金曜 1:36 - 2:06（木曜深夜）、有限会社アークミュージック制作）[注 10]

## 過去の放送番組

### 自社制作番組
- キャッチあい（1992.10 - 2017.9、開局以来25年にわたって放送し続けてきた夕方のローカルワイドニュース。2009年からは「THE NEWS キャッチあい」、2010年からは「NEWS キャッチあい」に改題した）
- あい愛フィッシング（『すてきな出逢い いい朝8時』が南海放送へのネットを暫定的に継続したため、当初は同番組の枠で放送）
- おはよう えひめ（開局当初の番組。愛媛新聞の企画協力で県内各界で活躍する話題の人をゲストに迎えインタビュー）[注 11]
- 愛媛新聞イベントガイド（同じく開局当初の番組。愛媛新聞の企画協力で県市町村のイベント、お知らせ、県内各地の祭り、主な行事、催しを紹介するミニ番組）
- ぴいぷする松山
- 特盛鴻上丼
- ハナマル調査団（1995.10 - 1999.3）
- ハナマルセブン（1999.4 - 2002.3）
- らくごはん（2002.4 - 2003.3）
- パワサタ!（2003.4 - 2005.3）
- しんばん
- らくガキ!（2000.11 - 2004.3）
- らく道楽（2004.4 - 2005.3）
- i Music Count Down

※岡山放送（フジテレビ系列）・高知さんさんテレビ（同）・四国放送（日本テレビ系列）にもネット。
- ラブユーTV（3か月に1回放送）
- こころを洗う旅 癒しの八十八ヶ所
- ミッションin旅なんよ
- P.S.Letter〜大切なあなたへ〜（2011.4.15 - 2015.3.27）
- えひめ・ご当地応援TV テッパン20（2012.4 - 2012.9）
- みんなの夢をかなえ隊
- 風の詩〜えひめ百景〜
- アナ番Bang!
- 未来へPiPiっと!思いやり商品〜思いやり消費で愛媛の未来を拓く〜
- 木曜ほのボーノ（2019年4月4日 - 2020年4月16日）
- 鶴ツル（2016年4月5日 - 2022年3月22日）[注 13]
- アナきゃん

他多数

### テレビ東京系
- P-1 パチとも倶楽部（テレビ大阪制作）
- きらきらアフロ（テレビ大阪制作、一時中断後、EBCへ移行するも途中打ち切り）
- 新世紀エヴァンゲリオン
- 爆走兄弟レッツ&ゴー!!（無印のみ放映、1996年4月にRNBに移行）
- ロスト・ユニバース
- ラブひな
- 妖怪ウォッチ（『妖怪ウォッチ シャドウサイド』以降は県内未放送）
- クエス・ファイブ
- 逃亡者 おりんシリーズ：第1部（1時間版）・2時間スペシャル（2008年）・第2部（30分版）
- 月曜・女のサスペンス（不定期）
- ドラマシリーズ家族
- 女と愛とミステリー・水曜ミステリー9（第1期）・（サスペンス番組としての）水曜シアター9
- ドキュメンタリー人間劇場（『すてきな出逢い いい朝8時』が南海放送へのネットを暫定的に継続したため、同番組の枠で放送）
- ドラマ24（『みんな!エスパーだよ!』からEBCへ移行）
  - 2ndハウス→BOYSエステ→死化粧師 エンバーマー 間宮心十郎→コスプレ幽霊 紅蓮女→秘書のカガミ→エリートヤンキー三郎→メン☆ドル 〜イケメンアイドル〜→モテキ
- ルビコンの決断
- 主治医が見つかる診療所
- 超かわいい映像連発!どうぶつピース!!

### フジテレビ系
- キティズパーティー（テレビ大分制作）[注 14]

### テレビ朝日系（愛媛朝日テレビ開局まで）
- 美少女戦士セーラームーンR[注 15]
- タモリ倶楽部

### その他
- BLACK LAGOON
- BLACK LAGOON The Second Barrage
- 19borders - ITVドラマランド枠で2話ずつのベルト放送（2007年1月）。
- のの湯（BS12 トゥエルビ制作）
- 歌う!セールスマン（ホリデージャパン制作）
- The Hit（サンテレビ制作）

### サービス放送中に最終回を迎えたTBS系列の番組
- クイズ100人に聞きました[注 16]
- わいわいスポーツ塾
- 北緯35度の風
- 近藤正臣の味覚人情報
- 新伍Niタッチ!
- KATO&KENテレビバスターズ
- DRAGON QUEST -ダイの大冒険-
- ギミア・ぶれいく

ほか

### あいテレビが開局して初めて愛媛で放送されたTBS系列の番組
- モーニングEye
- JNNニュース1130
- 吉村明宏のクイズランチ[注 17]
- 3時にあいましょう[注 18]
- JNNニュースの森
- 筑紫哲也 NEWS23
- ブロードキャスター
- JNN報道特集
- 水曜ロードショー
- 木曜21時ドラマ枠
- 金曜テレビの星!
- ドラマ30
- 世界・ふしぎ発見!
- アッコにおまかせ!
- クイズダービー
- 生生生生ダウンタウン
- MOGITATE!バナナ大使
- 植木等デラックス[注 19]
- たけし・所のドラキュラが狙ってる
- 三枝きよし興奮テレビ（毎日放送制作）
- さんまのからくりTV

ほか

### 開局時に南海放送から移行してきたTBS系列の番組
- JNNニュースコール
- ビッグモーニング
- じゃんけんキッズ
- キッチンパトロール
- ビジネスズームアップ
- ナショナル劇場（あいテレビ開局時は、水戸黄門第21部を放送していた）
- 月曜ドラマスペシャル[注 20]
- 東芝日曜劇場
- 花王 愛の劇場（あいテレビ開局時は、『ママ走れ!』を放送していた）
- 金曜21時ドラマ枠
- ダウトをさがせ!（毎日放送制作）
- 少年アシベ[注 21]
- まんが日本昔ばなし（毎日放送制作）
- 別府大分毎日マラソン
- 全国高等学校ラグビーフットボール大会
- 皇室アルバム[注 22]（毎日放送制作）

### 開局後も南海放送で放送を継続し、後にあいテレビに移行されたTBS系列の番組
- サンデーモーニング - 1993年4月に移行。
- 世界の結婚式 - 1993年4月に移行。
- すてきな出逢い いい朝8時 - 1993年10月に移行。
- 地球ZIG ZAG - 1993年10月に移行。

### 開局時にテレビ愛媛から移行してきたTBS系列の番組
- 金曜22時ドラマ枠
- よしもと新喜劇
- そこが知りたい

## アナウンサー

### 男性
| 氏名       | 入社年     | 前職等                  |
| 男性       | 男性       | 男性                    |
| ---------- | ---------- | ----------------------- |
| 高橋浩由   | 1995年     |                         |
| 山田祐也   | 2017年4月  |                         |
| 岩下克樹   | 2018年10月 | テレビ宮崎アナウンサー  |
| 近藤雅之   | 2020年4月  |                         |
| 女性       |            |                         |
| 平繁かなえ | 1992年     | 開局時に入社            |
| 岡田麻希   | 2007年     |                         |
| 山内可菜子 | 2013年4月  | NHK高知放送局キャスター |
| 滝香織     | 2014年11月 | 元舞台女優              |
| 河野未来   | 2016年4月  |                         |
| 山下毬絵   | 2018年4月  | 九州朝日放送リポーター  |
| 豊福海央   | 2021年4月  |                         |

### 過去に在籍したアナウンサー

#### 男性
| 氏名       | 在籍年                 | 備考                                                                                                 |
| ---------- | ---------------------- | --- |
| 井関裕貴   | 1998年 - 2005年        | 愛媛県出身。秋田放送→あいテレビ→秋田放送                                                             |
| 日笠山和平 | 1992年 -               | |
| 菅原愛一郎 | 1992年 -               | 高知放送→あいテレビ→                                                                                 |
| 滝本弘幸   |                        | 部署異動                                                                                             |
| 江本一真   |                        | 現・広島で活動中。Jリーグ中継の実況など                                                              |
| 望月雅人   | 2016年4月 - 2017年8月  | →山形テレビ                                                                                          |
| 五十嵐圭   | 2006年 - 2018年1月31日 | 高知さんさんテレビから移籍。退職後は東京で共同通信の社員。依頼があればアナウンサーの仕事もしている。 |
| 横山岳     | 2018年4月 - 2024年3月  | →山形放送                                                                                            |

#### 女性
| 氏名       | 在籍年                 | 備考 |
| ---------- | ---------------------- | --- |
| 岡添弘子   | 1992年 -               | チューリップテレビ→ボイスワークス                                                                                    |
| 松本由規子 | 1992年 -               | |
| 寺岡真由美 | 1993年 -               | 退社後は、式典や結婚披露宴の司会の仕事をしている                                                                     |
| 高島由里   | 2001年10月 -           | NHK徳島放送局→NHK岐阜放送局→あいテレビ→地元の徳島県にてフリー                                                        |
| 船木純     |                        | |
| 増原千夏   |                        | [ 34 ] |
| 伊藤和美   |                        | 全日空客室乗務員→あいテレビ→NHK広島放送局                                                                            |
| 重橋秀香   | 1997年4月 - 2002年3月  | NHK松山放送局→あいテレビ→。フリーアナウンサー。スカパー!Jリーグ中継愛媛FCホームゲームリポーター、司会を務める        |
| 横川昌美   | 1997年4月 - 2005年     | 退社後はフリーアナウンサーに転じ、あいテレビ『いちおし』のリポーターや司会を務めた                                   |
| 秋山千鶴   | 2003年2月 - 2004年3月  | 映像制作会社で働いた後、あいテレビに入社。退社後は『NHKきょうのニュース』のサブキャスターを務めている                |
| 大類準子   | 2005年1月 - 2006年4月  | 一般企業→あいテレビに入社→エフエム茶笛→東松山のケーブルテレビのキャスターとして→エフエム茶笛                         |
| 桧垣理奈   | 1999年4月 - 2006年12月 | →元・シー・フォルダ                                                                                                  |
| 森礼見     | 2006年3月 - 2009年3月  | →フリー |
| 林和香子   | 2006年3月 - 2011年3月  | |
| 浜田友里子 | 2009年4月 - 2013年2月  | →2013年4月よりテレビ熊本                                                                                             |
| 中山京子   | 2013年4月 - 2014年3月  | →2015年12月まで千葉テレビ放送→フリー                                                                                 |
| 山崎愛     | 2011年4月 - 2014年6月  | →フリー |
| 山田沙耶   | 2015年4月 - 2018年夏   | 広島県廿日市市女鹿平温泉クヴェーレ吉和のイベント企画、営業、PR広報→2019年9月には故郷の東広島市へ戻り、歯科助手に転職 |
| 田村麻実   | 2014年4月 - 2016年3月  | テレビ愛媛→とちぎテレビ→あいテレビ→シー・フォルダ                                                                    |
| 山本亜里紗 | 2018年4月 - 2020年1月  | |
| 下川綾那   | 2019年4月 - 2021年3月  | NHK大津放送局→あいテレビアナウンサー→記者職                                                                          |
| 飯田万結   | 2019年4月 - 2024年9月  | |
| キャスター |                        | |
| 山川聖子   |                        | 天気キャスター、気象予報士。後に瀬戸内海放送へ移籍                                                                   |
| 尹玲花     |                        | 愛媛大学医学部在学中に番組アシスタントやお天気キャスターを務めた。大学卒業後には医師を務めている                     |
| 金野純子   | 2007年 - 2022年6月     | 2017年10月から『Nスタえひめ』のキャスターを務めた後に退社                                                            |

## セントラルキャスティング方式による番組配信
あいテレビでは、2006年（平成18年）6月から2013年（平成25年）9月まで「セントラルキャスティング方式」による番組配信を行っていた。
セントラルキャスティング方式とは、例えば日本を各ブロックごと（東北、中・四国、九州など）に分け、その地域ブロック内で親局を決め、系列局間のネット番組やCMの送り出しを親局で一括管理するという方式。キー局であるTBS（当時、以下同）がこの方式をJNN各局に呼びかけたところ、広島の中国放送（RCC）とあいテレビがこれに応じ、実現したものである。
この2社の場合、RCCを親局と位置づけた上で、これまで自社に設置していた番組配信マスターやCMバンクをRCC社内に新たに共同で設置し運営していこうというものである。
具体的には、キー局などからのネット番組は必ずRCCを経由して松山へ、またあいテレビからの番組素材やCMは、いったんRCCに送りマスターに編成された後、再び松山に戻してから愛媛県内の放送電波に乗せる。マスター管理業務が省略される分コストが削減され、自社番組制作や編成に注力できるといった利点があり、平成新局のあいテレビにとっては渡りに船であった。
地上デジタル放送開始に向け、県内他社（同じ平成新局の愛媛朝日テレビも含む）をはじめ全国のほとんどの地上波テレビ局は自社によるデジタル化更新を進めたため、この方式は全国初かつ、あいテレビとRCCによる「全国唯一」の方式であった。
この時、TBSは山陽放送（RSK）・山陰放送（BSS）・テレビ山口（tys）・テレビ高知（KUTV）もRCCとのセントラルキャスティング対象に考えていたが、4局とも老舗局（昭和時代の開局）であるうえ、
- RSK（岡山県岡山市） - 香川県も放送エリアにしている。
- BSS（鳥取県米子市） - 系列局がないテレビ朝日および同系列局からの遅れネット番組が多いうえに、当時は同時ネット枠（スーパーモーニング）もあった。
- tys（山口県山口市） - かつてFNSに加盟していた関係でフジテレビ系の生放送番組の裏録り（森田一義アワー 笑っていいとも!）を含む遅れネットが相当数あり、加えてジャパンコンソーシアムが関係する番組ではフジテレビとの臨時同時ネットを行うことがあったため。RKB毎日放送を軸とする九州ブロック（e-JNN）との結びつきも強かった[注 23]ため。
- KUTV（高知県高知市） - 距離的な問題（太平洋側に面している）

などの事情があり、自社での技術維持・緊急時の対応も考慮して難色を示し、TBSに「RCCとのセントラルキャスティングには参加しない」と通告した。この時、tysはネット保証金を減額された。
このシステムはNTTコミュニケーションズの専用線サービス『ギガストリーム』を使用していた。
ところが、この運用を開始して程なく、NTTがデジタル回線の回線使用料を固定化したことによりコスト削減のメリットがなくなってしまい、他県の系列局にマスターが存在する、具体的にはあいテレビが所在する四国の愛媛県松山市から見て瀬戸内海の向こう側にある本州・中国地方の広島県広島市に所在するRCCにあいテレビのマスターが存在するというデメリットのみが残ってしまった。こうした流れを踏まえ、あいテレビ側がこのデメリットを解消することなどを理由として、本社内にデジタルマスターを設置、2013年（平成25年）9月30日に稼働させた。このためTBS系列ではあいテレビがアナログ放送終了後で初のマスター更新となった。
こうして、全国初であり、なおかつ全国唯一であったこの「セントラルキャスティング方式」は、7年3か月で終了。RCCに残された共同マスターは2018年（平成30年）11月19日に現行マスターを稼働させるまでRCC単独で運用された。

## その他
- ハウス食品のテレビCM（スポットCM）を平成以降に開局したいわゆる平成新局で放送している数少ない局の一つである。他にはテレビ金沢、北陸朝日放送（いずれも石川県）などがある。